# Aglaia cooperae
Aglaia cooperae är en tvåhjärtbladig växtart som beskrevs av Pannell. Aglaia cooperae ingår i släktet Aglaia och familjen Meliaceae. Inga underarter finns listade i Catalogue of Life.